# Gonomyia curvistyla
Gonomyia curvistyla är en tvåvingeart som beskrevs av Alexander 1961. Gonomyia curvistyla ingår i släktet Gonomyia och familjen småharkrankar. Inga underarter finns listade i Catalogue of Life.